# Jardins de Santa Clotilde
Els Jardins de Santa Clotilde és un jardí noucentista del municipi de Lloret de Mar (Selva) situat en un paratge de gran bellesa, a la vora del mar, i declarat bé cultural d'interès nacional. Està situat sobre un penya-segat amb vistes al mar, entre la Cala sa Boadella i la Platja de Fenals de Lloret de Mar. Ocupa una extensió de 26.830 m².
Els Jardins de Santa Clotilde són considerats l'exemple i paradigma de jardí noucentista. L'arquitecte, Rubió i Tudurí, era un jove que participava dels corrents artístics preponderants en aquella època, com el Noucentisme, un moviment existent a Catalunya, a principis de segle xx, que buscava la recuperació de les formes clàssiques mitjançant la recerca de la simetria, la proporció i l'ordre.

## Descripció
Enmig d'un esgraonament aterrassat, la diversitat d'espècies de plantes del jardí s'alternen amb petits estanyols i conjunts escultòrics diversos. El protagonisme, però, més que la diversitat vegetal, és la disposició arquitectònica i l'obra de jardineria escultòrica. En total, el jardí fa una extensió de més de 26 mil metres quadrats (2,6 ha) i està situat en una esplanada a uns 50 metres sobre el mar.
Pel que fa a les edificacions privades, hi ha la casa original i una de més nova prop de l'entrada principal dels jardins. La casa més antiga és de planta rectangular i destaca per les arcades de mig punt de la planta baixa, una gran terrassa i una torreta de planta quadrada, de tres plantes i coberta a quatre vessants. A la façana sud de la torre hi ha un panell de rajola pintada dedicada a Santa Clotilde i datat de 1930.

### Orografia
Rubió i Tudurí va dissenyar els jardins de Santa Clotilde de manera que s'adaptessin perfectament a l'orografia d'un terreny veritablement difícil. El disseny parteix d'uns eixos visuals que marquen les línies arquitectòniques utilitzant cortines d'arbres. D'aquesta manera aconsegueix una continuïtat entre el jardí i la natura del voltant (fins i tot amb el mar) sense perdre, però, l'autonomia formal de l'espai. Un altre tret característic dels jardins de Santa Coltilde és l'absència de murs de contenció, que han estat substituïts per terraplens suaus (a diferència del model italià, que utilitza parets d'arbres com a murs per tancar el perímetre) i la utilització de l'esglaonament del terreny en terrasses i l'encreuament de camins mitjançant rampes i escales que permeten salvar els desnivells.
Els jardins s'organitzen al voltant de l'escalinata principal, coneguda com l'Escala de les Sirenes, que baixa des de l'esplanada de la casa fins al mar i és creuada per tres camins.
Tant en els eixos principals del jardí (les tres escales, que baixen cap a la placeta central), com a l'esplanada superior, la vegetació té una funció tant estètica com arquitectònica i escultòrica. Les tanques vegetals de xiprers conformen unes parets que dirigeixen la visió de l'espectador destacant les millors panoràmiques, especialment les vistes cap al mar. Tot el conjunt crea una sensació de natura dominada. A l'eix principal del jardí destaca el joc de colors entre el blau del cel, el verd de la vegetació i el blanc del terra, les escultures i els àlbers. Als costats d'aquest l'eix principal, el jardí té un aspecte més “natural”. La zona intermèdia, que fa d'unió amb el paisatge exterior està formada per parterres d'herba amb grups d'arbres dispersos, situats en suaus pendents. Les placetes distribuïdes pel jardi permeten contemplar les diferents panoràmiques, incloent-hi bona part del litoral, que es pot contemplar des dels miradors situats damunt del penya-segat. S'han utilitzat en el jardí algunes de les espècies que creixen en el paisatge circumdant. Això fa que sigui difícil descobrir el límit entre el jardí i el paisatge natural.
Els jardins poden ser visitats a partir de 13 punts -etapes successives des del punt d'entrada al recinte-, i aquest punts es poden agrupar en funció de la seva tipologia: passeigs i carrers, places, miradors i escales.

### La vegetació
Rubió i Tudurí va decidir que les espècies emprades fossin majoritàriament autòctones i característiques del clima mediterrani. Les plantacions es van iniciar en la dècada de 1920 i consistien tant en arbres i arbusts de fulla perenne -pins, xiprers i cedres- com en arbres caducifolis -til·lers, àlbers. Els jardins també incorporen algunes espècies d'altres latituds com els cedres de l'Himàlaia, els cedres de l'Atles, els til·lers i els xiprers de Monterrey.
Cal destacar també la utilització que es fa de l'art topiària, consistent en el retall ornamental de les plantes per marcar espais arquitectònics. Els jardins destaquen per tres elements d'intenció simbòlica: poca presència de flors (al·ludint als models de jardí renaixentista), ús de l'heura (tècnica que un cop experimentada a Santa Clotilde, Rubió i Tudurí utilitzarà en molts d'altres jardins), i ús del llorer (arbre vinculat tradicionalment a Lloret de Mar).

### Les escultures
Es van trobant escultures al llarg de tot el recorregut, situades amb l'objectiu d'anar creant diferents punts d'interès, com el grup de sirenes en bronze de l'escultora Maria Llimona. En total vint-i-cinc escultures que poden ser classificades per grups, en funció de criteris temàtics:
- Escultures vinculades al món de l'aigua: entre les quals destaquen les cinc sirenes de Maria Llimona. Sirenes clàssiques i sirenes de dues cues, de bronze amb un estil botticellià. També s'hi disposen dos cupidos, una Venus i un Cupido, i una escultura amb corn.
- Busts neoclàssics: amb un total de deu busts, sis masculins i quatre de femenins, que van ser adquirits entre 1928 i 1930.
- Animals: cinc escultures d'animals d'aspecte poderós i imposant.
- Altres escultures: un angelet que sosté una taula, i una escultura exempta que representa una dona vestida amb roba d'època grega o romana amb una serp entortolligada al braç.

### L'aigua, paviments i mobiliari
Un altre element destacat del jardí és l'aigua, que s'utilitza tant en moviment (en fonts i brolladors), com quieta (en diversos estanys). Es pot considerar un dels elements conductors dels jardins. La presència de l'aigua es localitza a l'estany del Nimfeu, a l'estany dels Cupidos, a l'estany de Venus i Cupido i amb el mar Mediterrani present com a rerefons des de gairebé tots els punts del jardí.
Quant als paviments, a les zones de pas dels jardins es va decidir utilitzar materials bàsics provinents del seu entorn -sauló, heura, totxo ceràmic- però emprats en funció de la inclinació del terreny.
Els elements de mobiliari es concentren a les placetes i miradors, i consisteixen en bancs perimetrals de pedra per al repòs i la contemplació del paisatge.

### Aspectes sensorials
Les olors de resines, llorers, plantes aromàtiques i del mar contribueixen a crear contacte amb la naturalesa i alhora, sensació d'aïllament i de comunió amb el paisatge. I després, el brogit de la mar de fons, del moviment de la vegetació i dels brolladors, creen una melodia on el seu punt àlgid s'assoleix a l'escala de les Sirenes, on, de forma harmònica es percep la remor de les onades que va creixent a mesura que es baixen les escales.

## Estil
Aquest jardí noucentista fou projectat a principis del segle XX amb models dels antics jardins renaixentistes italians. Es van realitzar sota les ordres de Nicolau Rubió i Tudurí (1891-1981). Les obres es van iniciar el 1919 per encàrrec del marquès de Roviralta. Les obres no van acabar fins després de la Guerra Civil (1940). El doctor Roviralta, Raül Roviralta i Astoul (1891-1979) havia comprat els terrenys per fer-s'hi una casa-mansió i uns jardins, que volia d'estil renaixentista. El nom del jardí es deu al fet que la seva dona es deia Clotilde Rocamora. Cal destacar les relacions de la família amb els poders eclesiàstics (fou nomenat Marquès de Santa Clotilde com a títol de concessió papal) i establerts d'època franquista.
Nicolau Rubió i Tudurí fou un arquitecte, jardiner, urbanista, escriptor i un teòric de les arts. Va dissenyar aquests jardins a l'edat de vint-i-vuit anys, just quan va acabar la carrera d'arquitecte, i estava influït pel mestre de l'art de la jardineria J.C.N. Forestier. Malgrat això, en aquests jardins trenca la seva influència i s'acosta a mestres com Le Nôtre. A Santa Clotilde hi ha idees i detalls extrets de jardins italians com els de la vil·la Mèdici, la vi·lla Borghese o els jardins Bòboli. Cal recordar que Rubió i Tudurí també és responsable dels Jardins del Palau Reial de Pedralbes (1925-27), dels de la Plaça Francesc Macià (1926) i dels jardins del Turó (1934), a Barcelona. El pintor Domènec Carles i Rosich, amic del doctor Roviralta i marit de Maria Llimona, escultora, va col·laborar amb suggeriments en el disseny del jardí de la casa.

## Història
Els Jardins de Santa Clotilde van néixer fruit de la determinació del Marquès de Roviralta, Raül Roviralta i Astoul, que l'any 1918 va comprar uns terrenys destinats a la plantació de vinyes de la zona coneguda com La Boadella, amb la intenció de construir-hi una propietat aïllada, en contacte amb la natura i oberta al mar. L'any 1919, Raül Roviralta va encarregar el projecte dels jardins a un jove paisatgista i arquitecte: Nicolau Maria Rubió i Tudurí. L'atzar va voler que Nicolau fos germà de Ferran Rubió i Tudurí, el soci de Roviralta en la seva empresa farmacèutica. Roviralta va triar per als jardins el nom de Santa Clotilde com a dedicatòria a la seva primera esposa Clotilde Rocamora.
Entre els anys 1918 i 1921 es van realitzar els moviments de terres que van donar forma definitiva al terreny. L'any 1921 va començar la plantació de pins i xiprers. Durant els següents cinc anys es va procedir a desenvolupar el traçat del jardí. fins que el 1926 va quedar enllestit i, amb ell, el projecte dissenyat per Rubió i Tudurí. A partir d'aquell moment, el mateix Roviralta assumeix la continuació del projecte amb noves plantacions i s'hi van incorporant diferents peces escultòriques i busts adquirits per ell; en la continuació del nou projecte és assessorat per dos nous col·laboradors: el pintor Domènec Carles i la seva esposa, l'escultora Maria Llimona que és la realitzadora d'un grup de sirenes de bronze, encarregat per Roviralta. El 1927 es va construir el primer habitatge dels jardins, que fou batejat amb el nom de casa garatge. Però Clotilde Rocamora mor, i Roviralta es casa amb Odila Arenys, el 1928, adoptant com a residència provisional la casa garatge. L'any 1934 acaba l'edificació de la casa gran, i el matrimoni inaugura la nova residència.
L'any 1958, el marquès inicia les remodelacions del jardí, amb plantació d'arbres nous. Durant algunes etapes, la instal·lació comptava amb catorze jardiners que hi treballaven constantment, a més de la implicació absoluta per part de Roviralta.
A l'octubre de 1972 els Jardins de Santa Clotilde van ser declarats Paratge Pintoresc pel Govern espanyol i, l'any 1994, van ser declarats Bé Cultural d'Interès Nacional per la Generalitat de Catalunya en la categoria de Jardí Històric.
L'any 1997, els Jardins de Santa Clotilde, després d'un llarg procés que comença el 1990 i acaba el 1997, van ser cedits a l'Ajuntament de Lloret de Mar a conseqüència de l'aplicació de la legislació urbanística, però la família va mantenir la propietat dels edificis i de les zones enjardinades adjacents als habitatges. Els jardins gaudeixen actualment de la qualificació de Zona Verda Pública.

## Galeria d'imatges

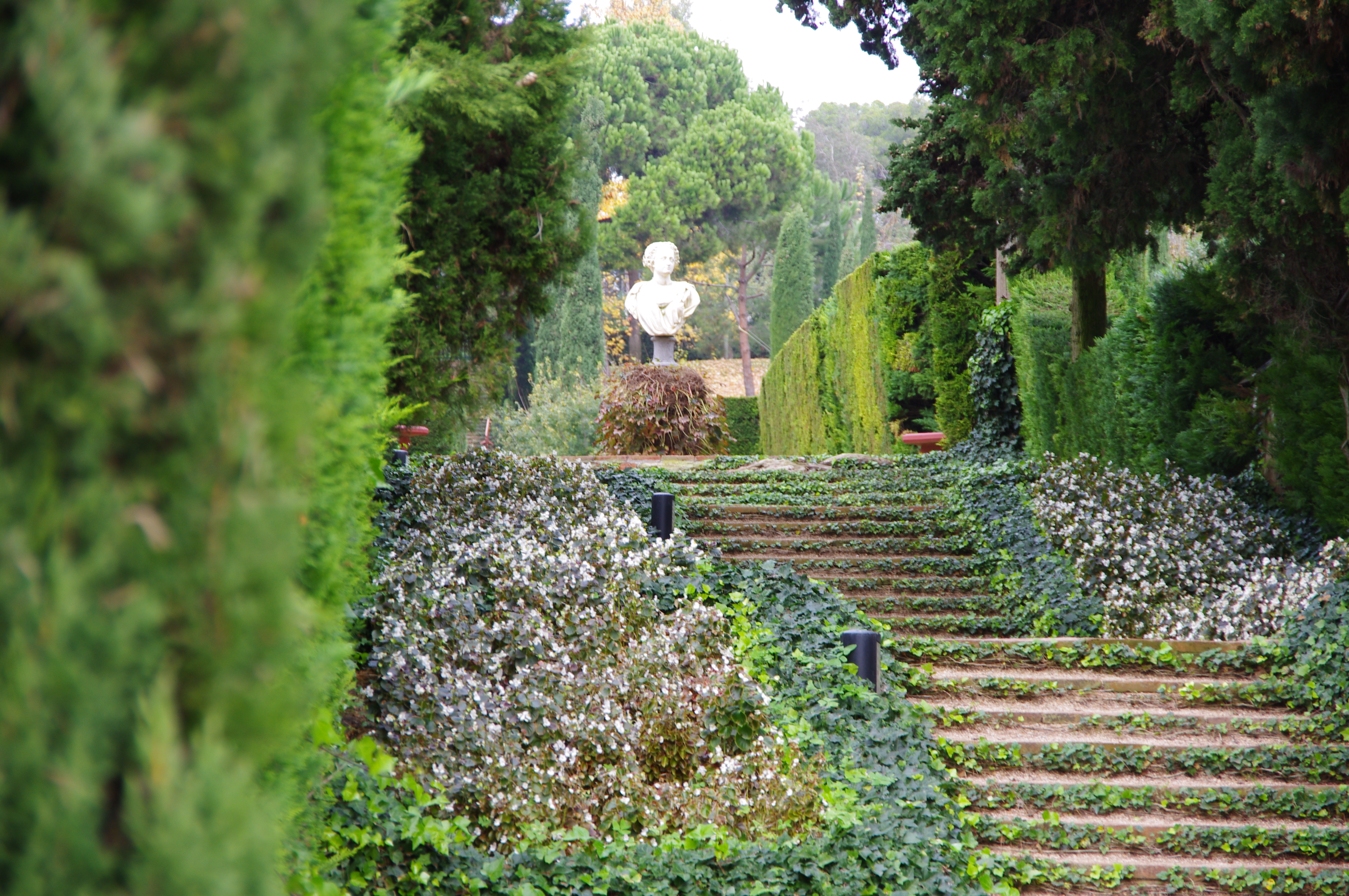
Rampes i escales per superar els desnivells
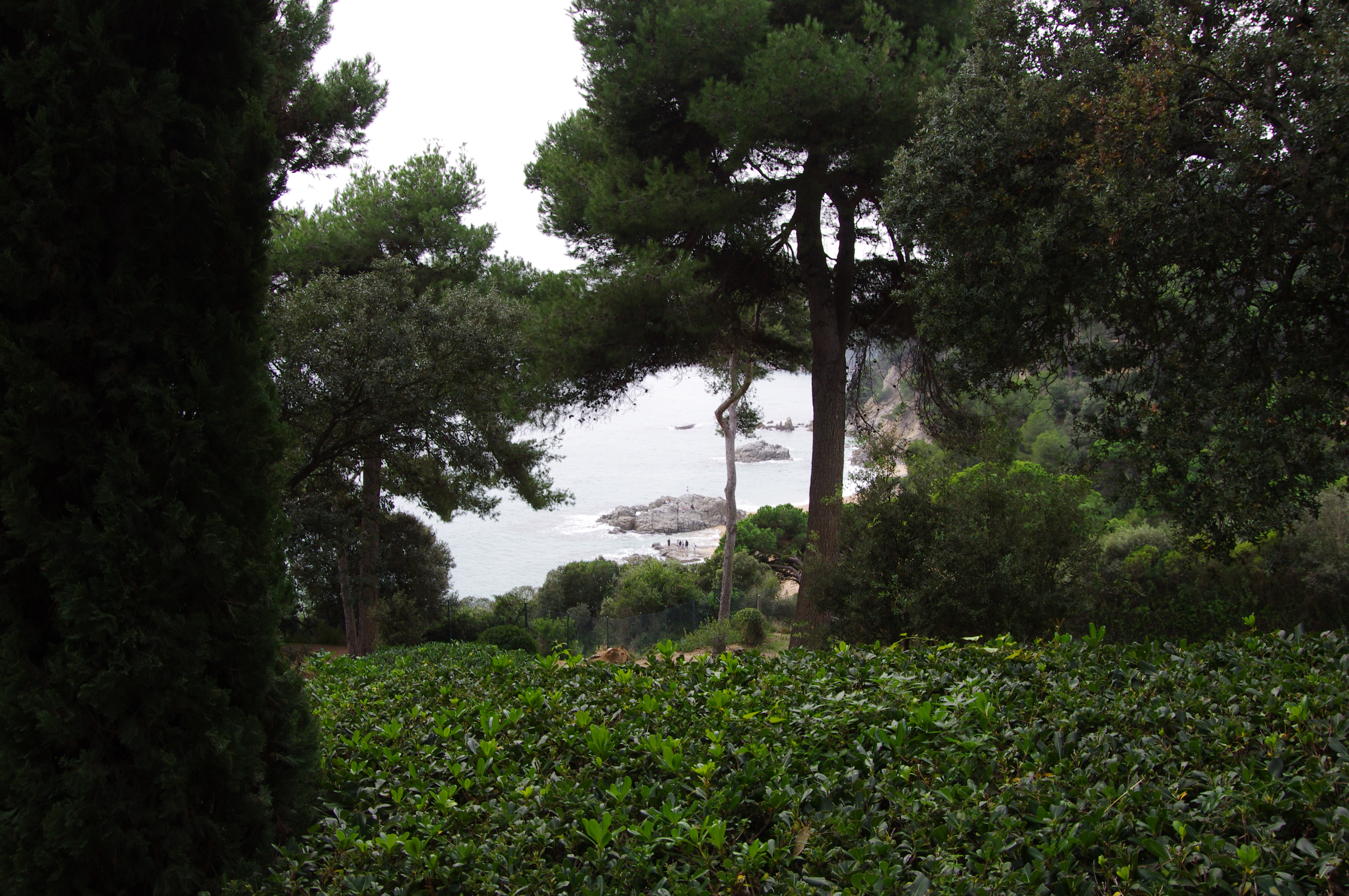
Vistes de la costa des dels Jardins
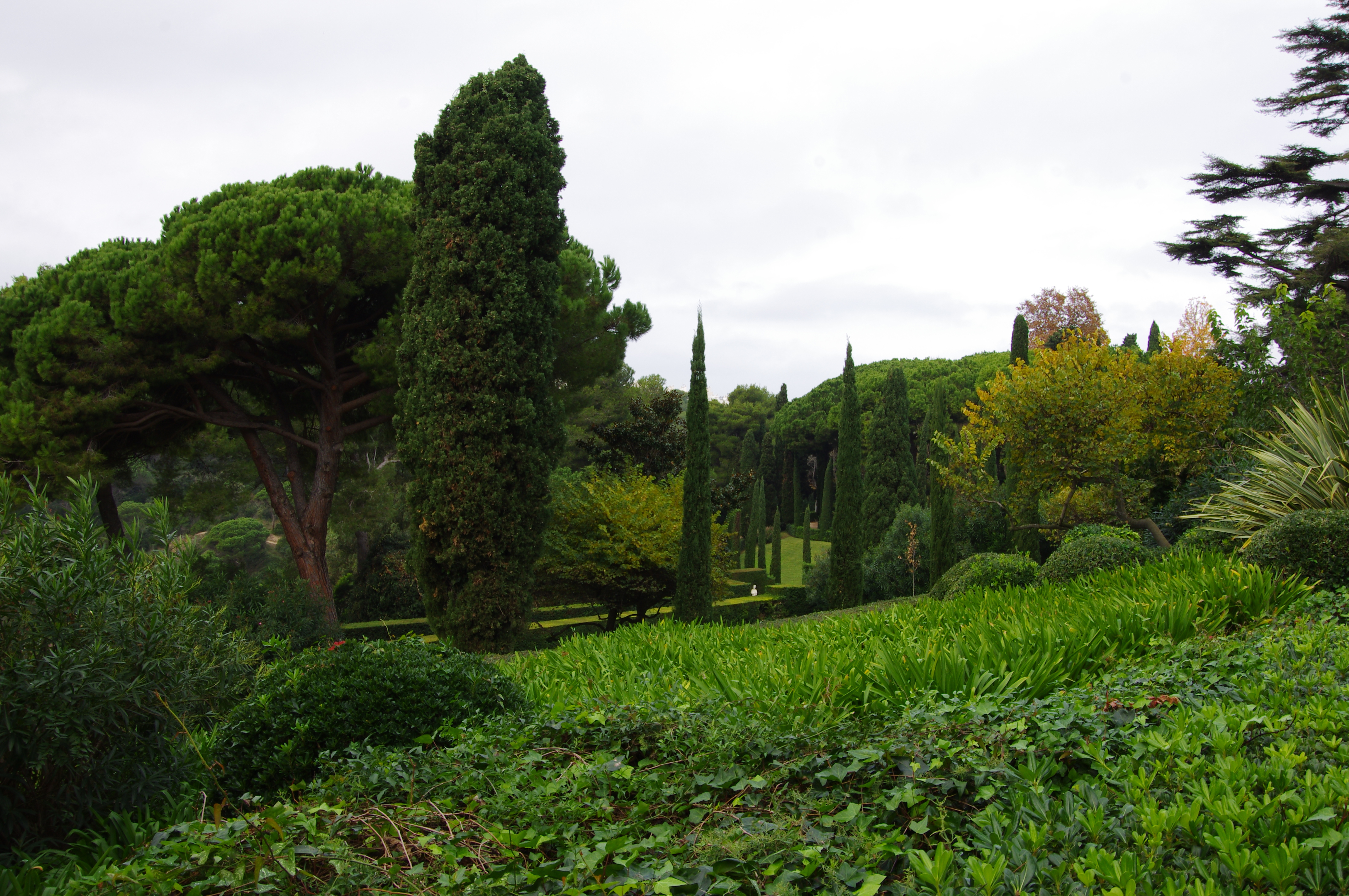
Vegetació mediterrània
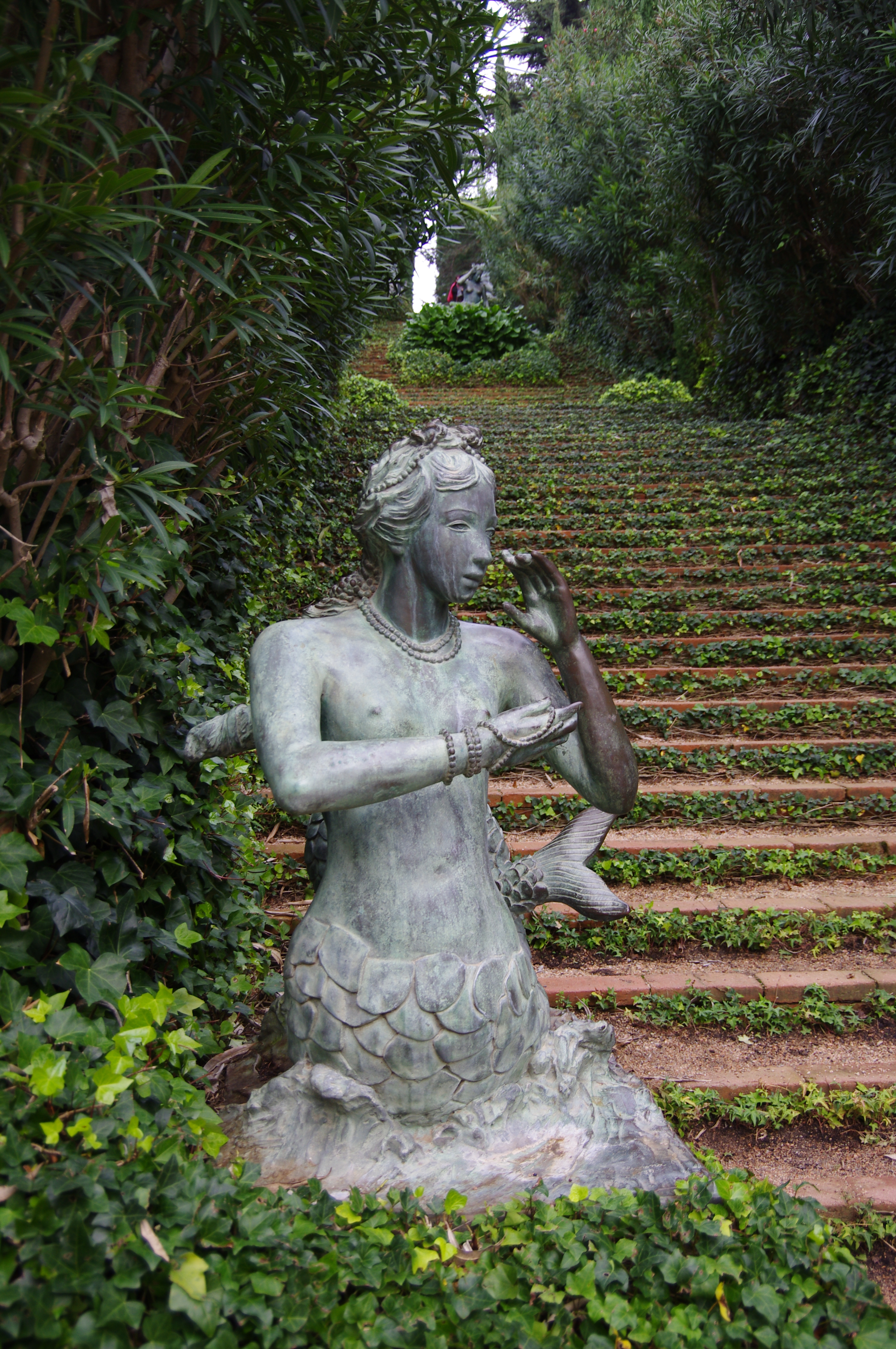
Sirenes de bronze
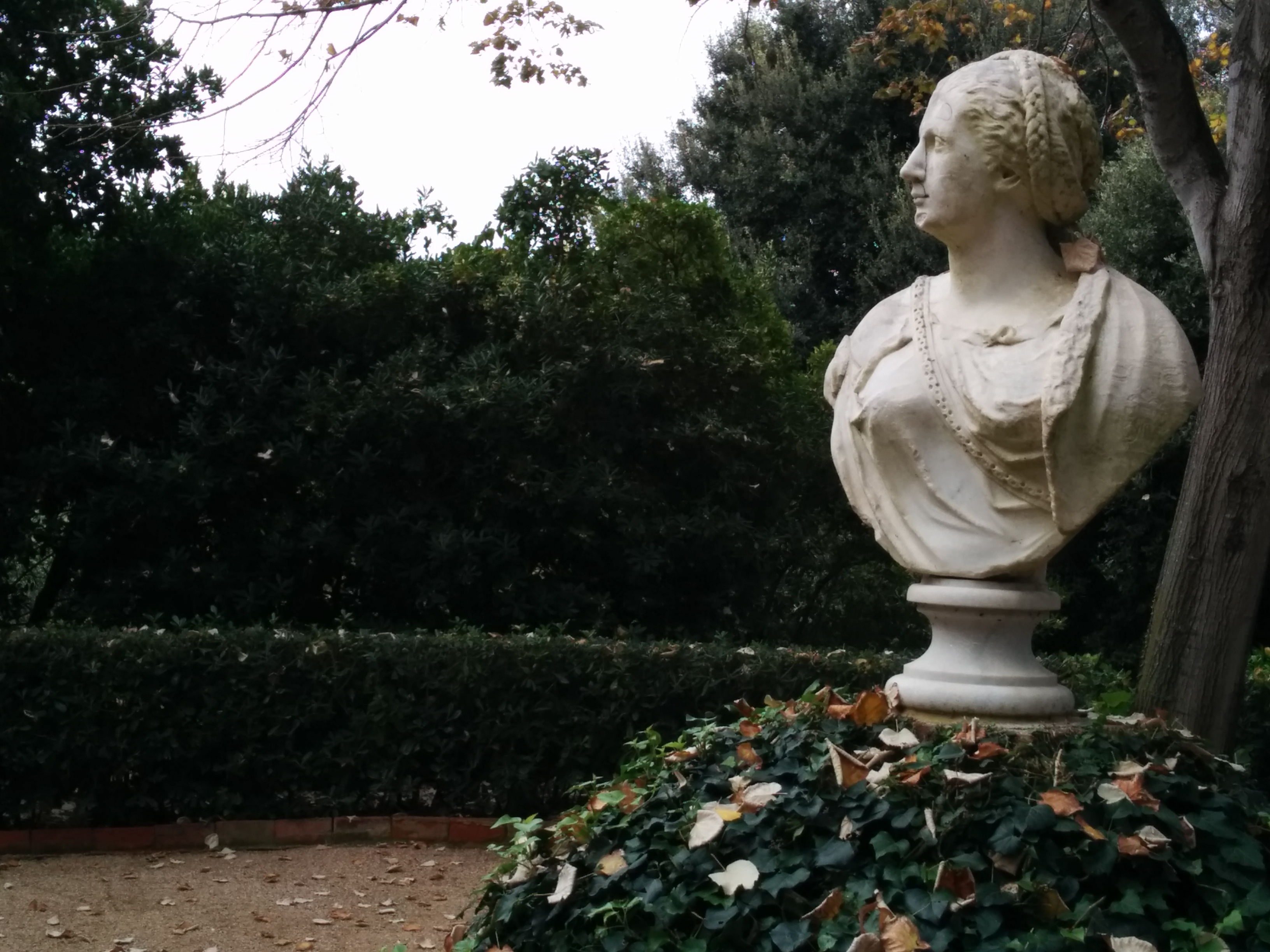
Bustos de marbre d'inspiració clàssica
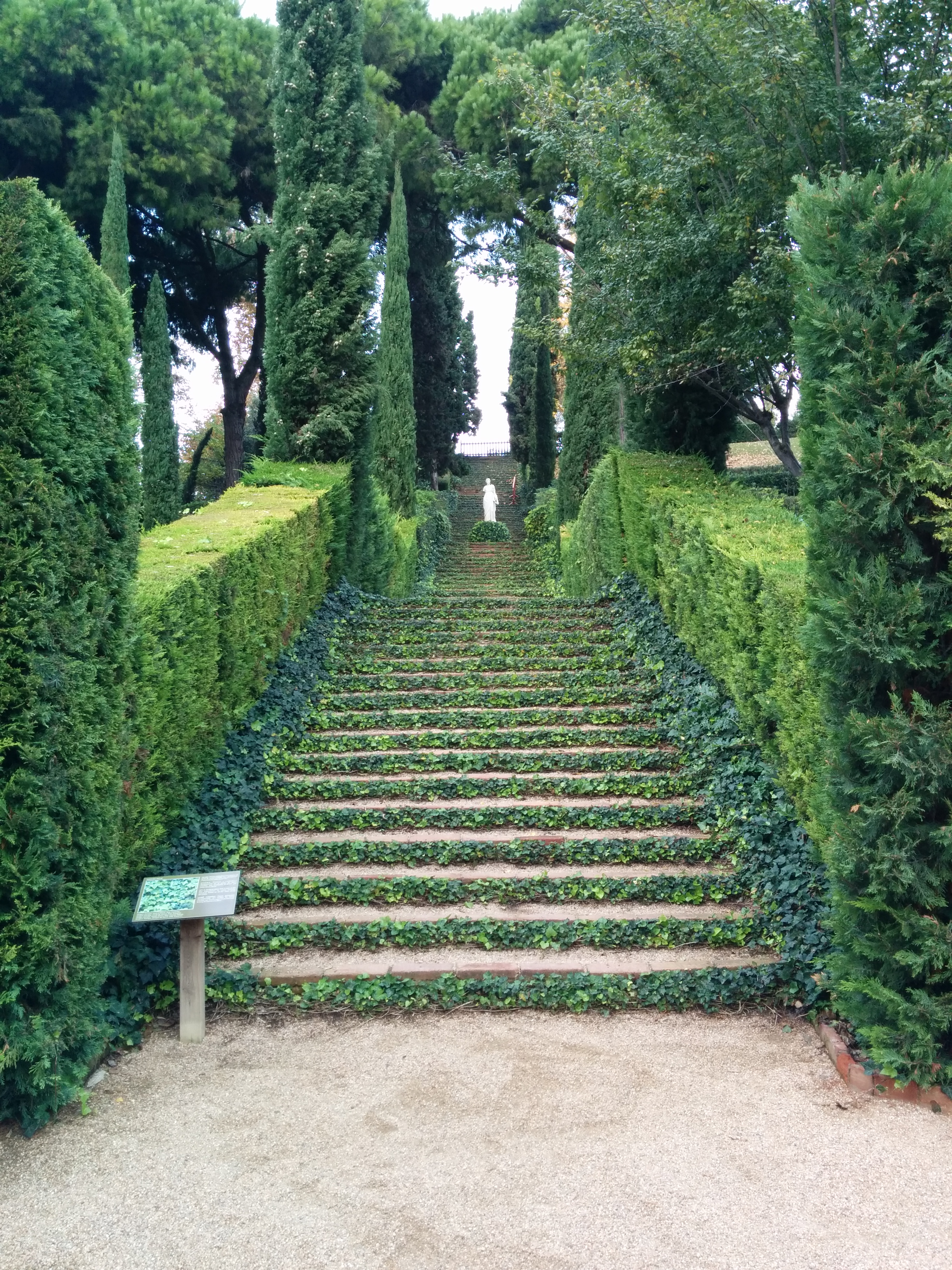
Tanques vegetals i escales